# Theridion undatum
Theridion undatum là một loài nhện trong họ Theridiidae.
Loài này thuộc chi Theridion. Theridion undatum được Chuandian Zhu miêu tả năm 1998.